# Subgenomická mRNA

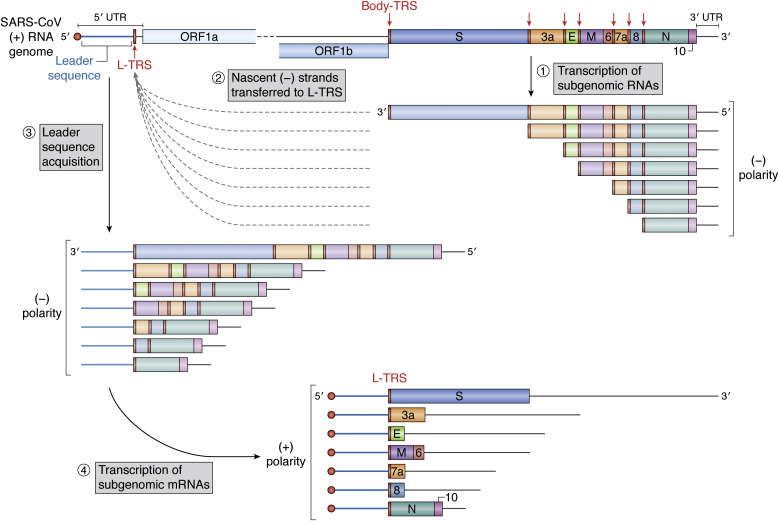
model syntesy subgenomických mRNA

Subgenomická mRNA je součástí replikačních strategií virů Arterivirus, Coronavirus, Togavirus, Calicivirus a Astrovirus. Vzniká transkripcí části negativního řetězce, takže je identická s částí pozitivního řetězce, původního templátu. Slouží jako mRNA pro translaci strukturních proteinů těchto virů. Těchto subgenomických mRNA vzniká z jednoho původního templátu celá řada, může tak proto vznikat řada odlišných proteinů. Tento systém vznikl ke komprimaci potřebné genetické informace nesené virem.
Mezinárodní zkratka pro tento druh ribonukleové kyseliny je sgRNA.